# Sí California

Irredentismo californiano.

Sí California (en inglés: Yes California) es un comité de acción política estadounidense que promueve la secesión del estado de California de los Estados Unidos mediante un referéndum propuesto para 2019. Se formó en agosto de 2016, sucediendo a la campaña Sovereign California. La campaña se ha ganado el apodo Calexit, en referencia a Brexit, la secesión del Reino Unido de la Unión Europea, o Caleavefornia.
La campaña está dirigida por Louis J. Marinelli, quien ha servido como presidente interino del Partido Nacional de California. La campaña sostiene que California sufre bajo exceso de regulación federal, que el estado contribuye con más impuestos federales de lo que recibe en fondos federales, que el estado se siente aislado del poder político en Washington D. C. y que hay una gran brecha política y cultural de California con el resto del país. La campaña ganó la atención en medios sociales como consecuencia de la elección de Donald Trump a la presidencia en noviembre de 2016. La campaña ha obtenido el apoyo de figuras públicas como el empresario Jason Calacanis y el miembro de la Asamblea Estatal de California Evan Low, y el apoyo financiero del inversionista Shervin Pishevar del Silicon Valley.
En su página web oficial aclaran que «como sexta economía más grande del mundo, California es económicamente más poderosa que Francia y tiene una población mayor que Polonia», a pesar de las comparaciones, distinguen este movimiento del Brexit británico: «Reino Unido votó por dejar la comunidad internacional con su voto del sí. Nuestro referendo del Calexit supone la adhesión de California a la comunidad internacional».

## Votaciones
| Fechas                  | Organización de sondeo/cliente | Tamaño de muestra | Apoyo | Oposición | Indeciso |
| ----------------------- | ------------------------------ | ----------------- | ----- | --------- | -------- |
| 16 de noviembre de 2016 | SurveyUSA                      | 800               | 23%   | 57%       | 20%      |
| 5-7 de enero de 2017    | Hoover/Stanford                | 1,700             | 26%   | 56%       | 18%      |
| 31 de enero de 2017     | SurveyUSA                      | 800               | 18%   | 58%       | 16%      |
| 13-20 de marzo de 2017  | UC Berkeley                    | 1,000             | 32%   | 68%       | N/A      |
| 7-9 de enero de 2018    | Survey USA                     | 1,000             | 16%   | 71%       | 13%      |
| 22-25 de marzo de 2018  | Survey USA                     | 1,000             | 14%   | 73%       | 13%      |